# Santa Maria de Montesanto (título cardinalício)
Santa Maria de Montesanto (em latim, Sancti Mariæ Monte Sancto) é um título cardinalício instituído em 30 de setembro de 2023 pelo Papa Francisco.

## Titulares protetores
- Protase Rugambwa (desde 2023)